# Station Białogard Wąskotorowy Przystanek
Station Białogard Wąskotorowy Przystanek was een spoorwegstation in de Poolse plaats Białogard.